# Pardubice-sever
Sídliště Pardubice-sever, (hovorově též sídliště Sever), je sídliště v části Cihelna, v Pardubicích II.
Nachází se v severní části města, v těsné blízkosti kampusu Univerzity Pardubice. Celé sídliště Pardubice-sever spadá do katastrálního území Pardubice.

## Výstavba sídliště
Přesto, že toto sídliště bylo do úředních záznamů zapsáno již v 70. letech a s výzkumem pro stavbu sídlišť v této lokalitě se pracovalo již v 60. letech, stavba sídliště Pardubice-sever započala až ve druhé polovině 80. let 20. století. 
Ke stavbě domů na sídlišti, se užilo soustavy bytových domů T06B-E – východočeské varianty. Sídliště jako takové je složeno z bytových domů a občanské vybavenosti, která je umístěna zhruba uprostřed sídliště. Občanská vybavenost tohoto sídliště byla zejména základní škola, prodejna potravin a restaurační zařízení.
Svou velikostí patří sídliště Pardubice-sever k menším sídlištím na území Pardubic. Sídliště mělo být původně pojmenováno po československém prezidentovi Antonínu Zápotockém – Sídliště Antonína Zápotockého. Dle původních plánů mělo v těsné blízkosti sídliště Pardubice-sever vzniknout ještě jedno větší sídliště, k jehož stavbě však nikdy nedošlo, zejména z důvodu zjištěných ekologických zátěží v místě plánované školy a centra sídliště.  V blízkosti těchto dvou sídlišť se původně počítalo i se stavbou odpočinkové zóny pro obyvatele města, tehdy pojmenované Park kultury a oddechu. Plány na Park kultury a oddechu přitom byly velkorysé, počítalo se s několika sportovišti, kluzištěm, veslařským kanálem, koupalištěm, planetáriem, lunaparkem s ruským kolem, botanickou zahradou, malou zoologickou zahradou nebo velkým stadionem. Z těchto návrhů se však bohužel dočkala realizace pouze stavba koupaliště Cihelna.

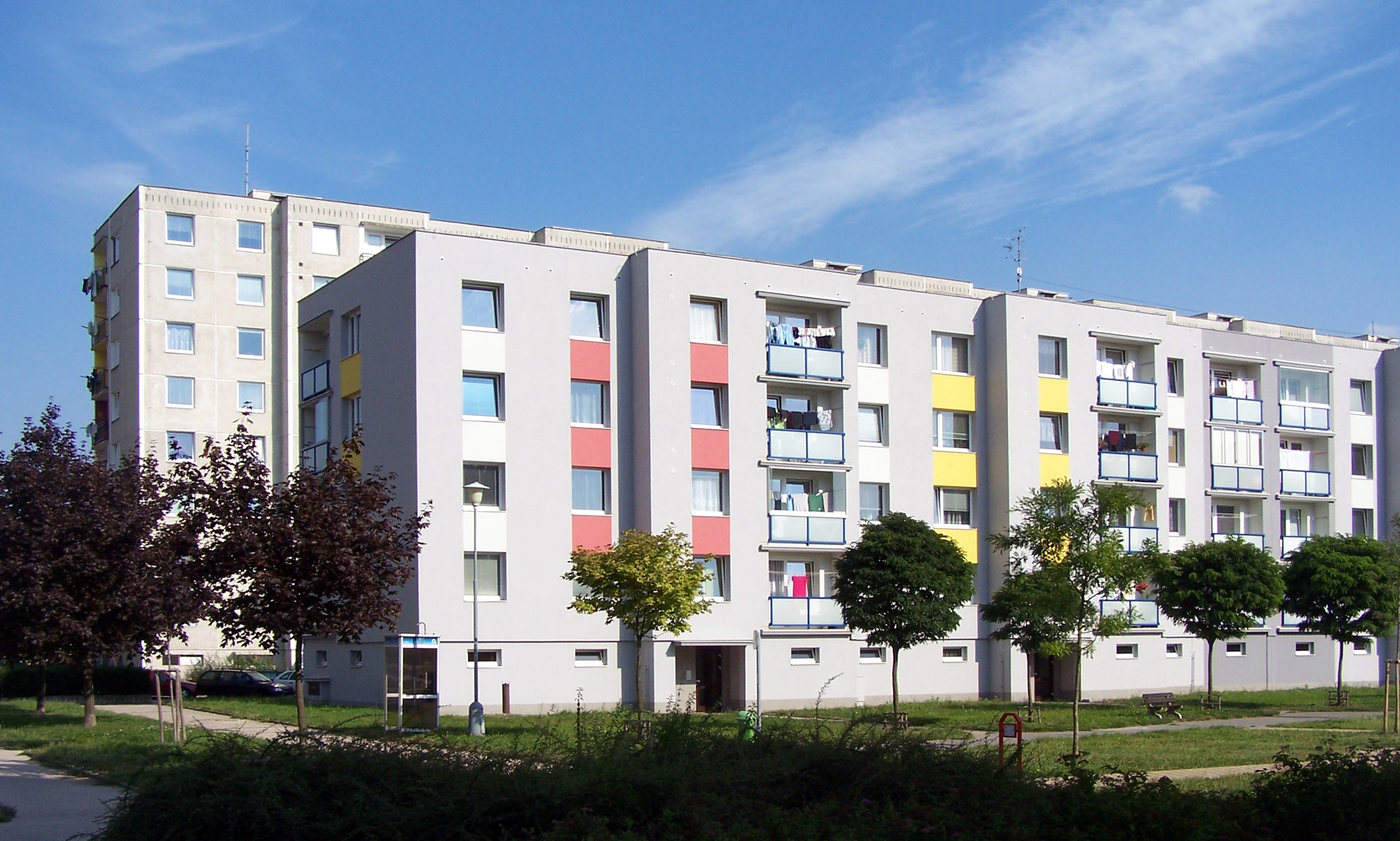
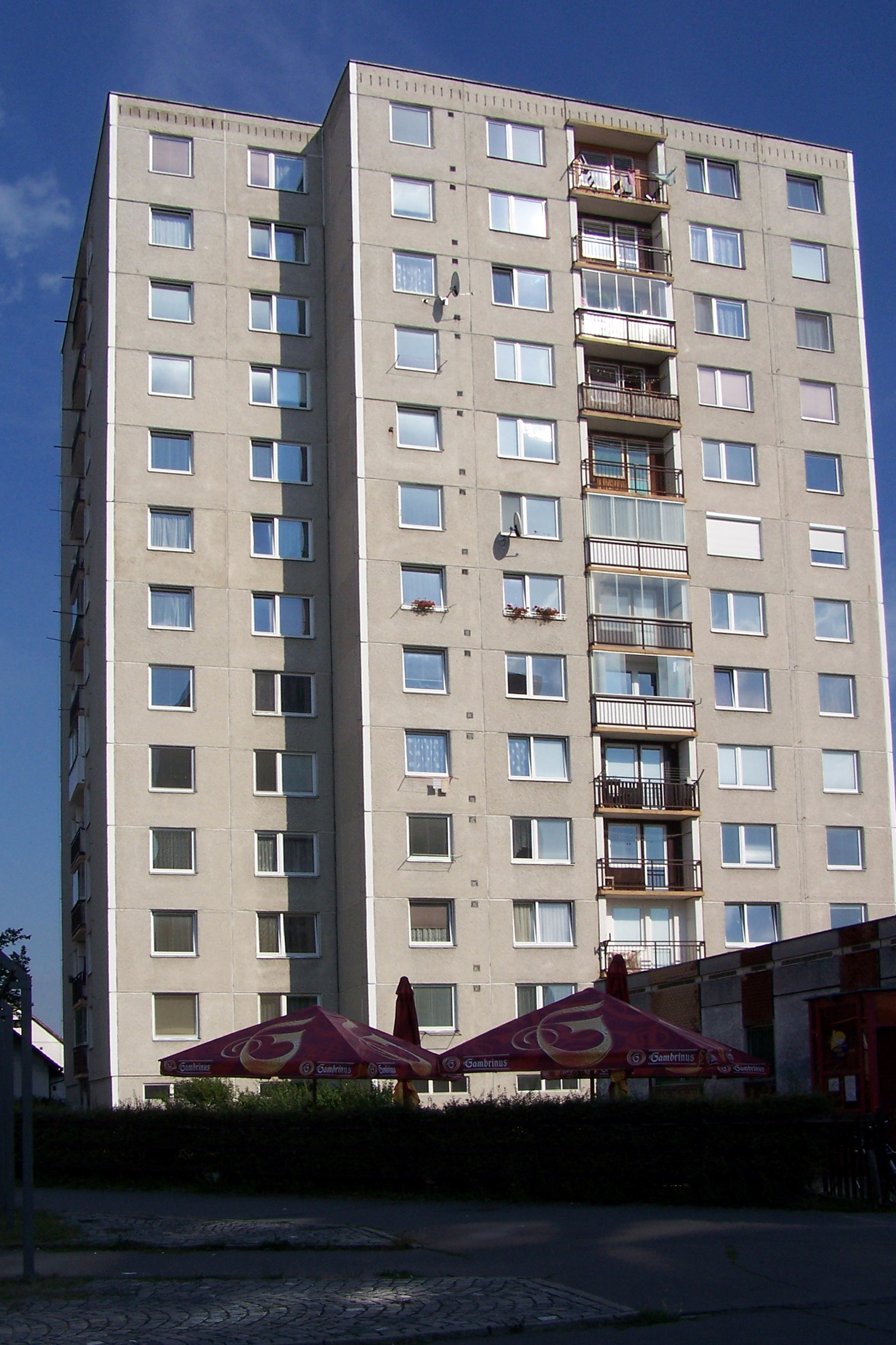
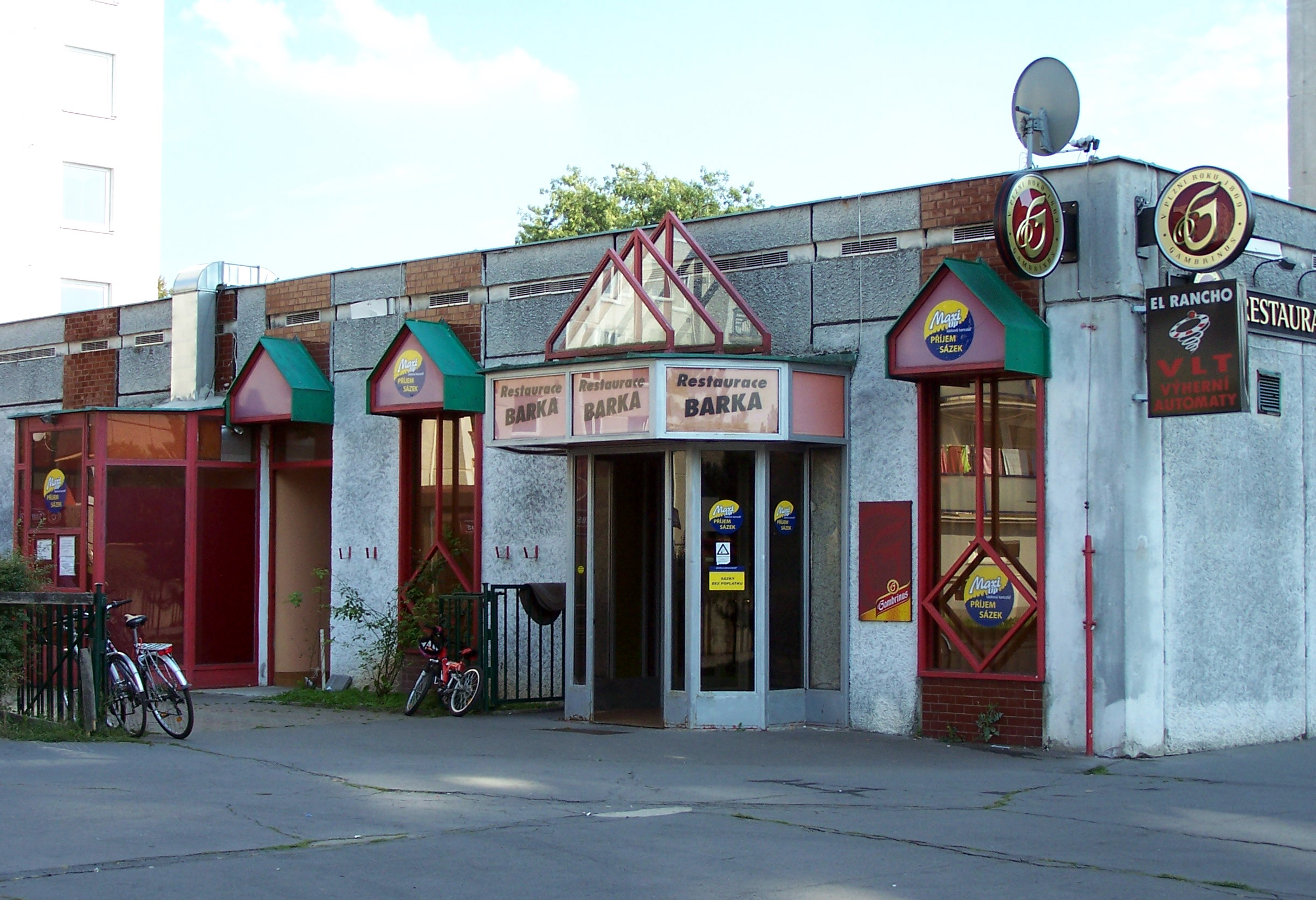
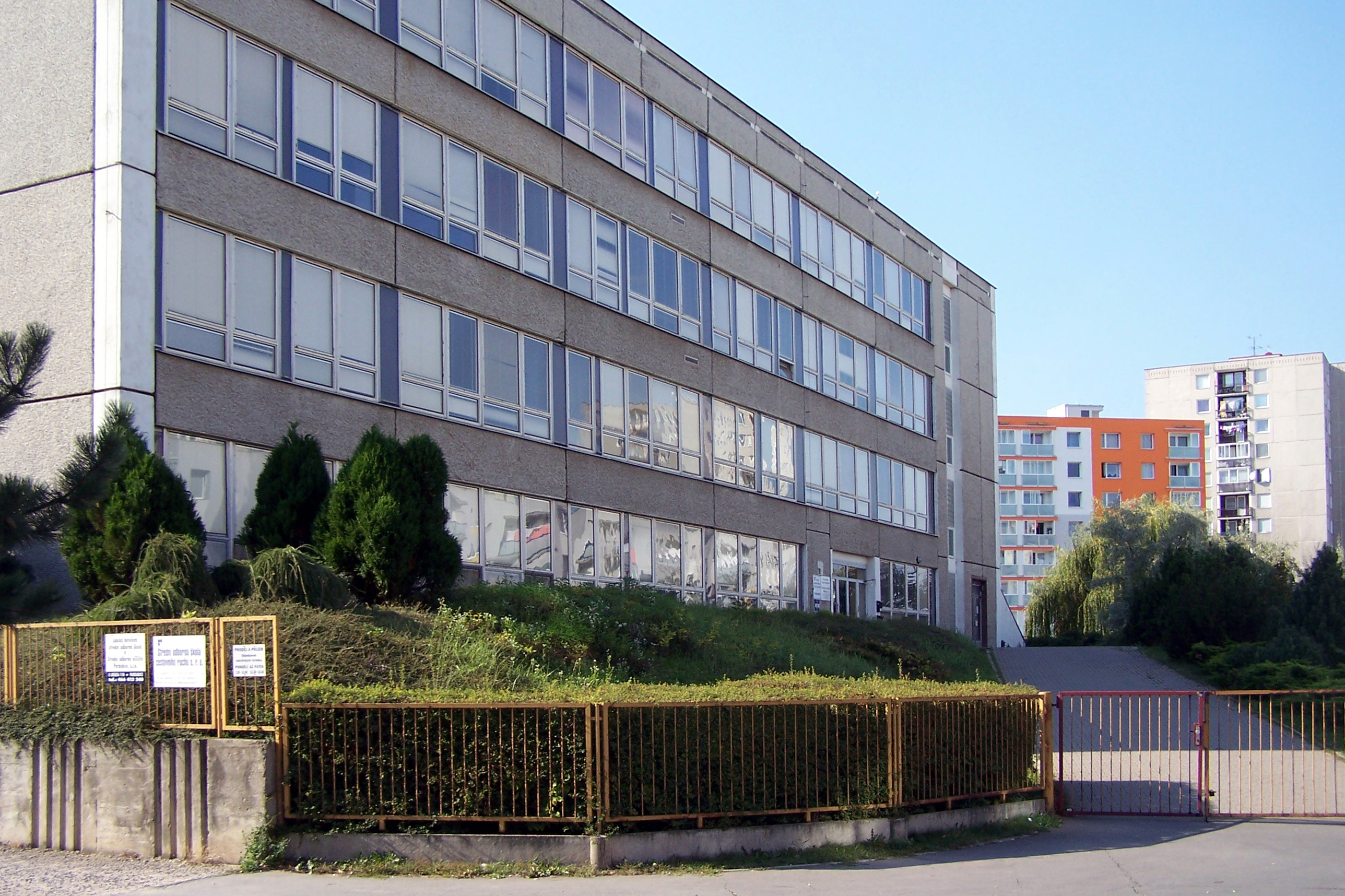

## Doprava
Sídliště Sever je obsluhováno místními komunikacemi, které se napojují na silnici II/324.
Dle plánů na stavbu severovýchodního obchvatu města Pardubic, který povede z části Trnová do části Studánka, bude tento obchvat veden kolem sídliště Sever.
Sídliště Pardubice-sever je obsluhováno autobusy MHD Dopravního podniku města Pardubic. V současné době (2023) zajíždí do místa autobus trasy číslo 16 a trolejbus trasy číslo 30. Dříve toto místo obsluhoval ještě autobus na trase č. 10, avšak v roce 2022 došlo ke změně trasy tohoto spoje. Obsluhované zastávky mají názvy „Cihelna, točna“ a „Univerzita“. Obě tyto zastávky jsou v těsné blízkosti sídliště. V roce 2022 byla vystavěna trolejbusová trať od křižovatky Hradecká x Bělehradská x Studentská, ulicí Studentská k okružní křižovatce u Restaurace U Josefa. V budoucnu by mělo dojít ještě k prodloužení trati ze zastávky Univerzita, do zastávky Cihelna, točna.